# Schwank
Der Schwank (mhd. swanc „lustiger Einfall“) ist eine volksnahe Erzählung oder ein Theaterstück. Meist handelt er von zwei Personen, die sich über zum Teil triviale, teils lustige Dinge – auch Themen, die sonst in der Erzählkunst nicht oder selten angesprochen werden, wie Schule oder andere Dinge – austauschen. Ein Schwank hat einen Wendepunkt (auch zu finden bei einer Fabel oder Kurzgeschichte). Meist ist der Autor unbekannt.

## Definitionen
Es gibt verschiedene Definitionen:
- Wiedergabe einer komischen Handlung mit komischen Personen und Situationen.[1]

- Eine meist derbe, fast immer heitere, kurze Erzählung, deren Inhalt meist auf „Übertrumpfung“ beruht.[2]

- Im späten Mittelalter und besonders im 16. Jahrhundert eine scherzhafte Erzählung oder possenhafte, kurze Komödie, volkstümlich, oft sehr derb, mitunter sogar zotenhaft, in der Mehrzahl zu sogenannten Schwankbüchern zusammengefasst.[3]

- Er dient nicht der Verspottung wie die Komödie, nicht der großen Heiterkeit wie das Lustspiel, nicht der derben Ausgelassenheit wie die Posse, sondern er bietet leichten Humor, harmlose Heiterkeit ohne Problematik, unbeschwerte Fröhlichkeit.[4]

Als Themen dienen Situationen oder Begebenheiten aus dem Alltag, wobei sehr oft Dialoge zwischen konträren Parteien (z. B. Herr und Knecht, Betrüger und Betrogener, Dummer und Schlauer) dargestellt werden. Eine grobe Wortwahl ist nicht selten. Oft erzählt ein Schwank von einer bekannten literarischen Figur wie beispielsweise Till Eulenspiegel, Hans Clauert, den Schildbürgern oder Hans Sachs.
Der Erzählstil ist sehr geradlinig, aus diesem Grunde ist der Schwank für die kurzweilige Unterhaltung gut geeignet.

## Ähnliche Erzählformen
- Klamotte, ein derber Schwank
- Klamauk
- Fazetie
- Farce
- Burleske bzw. Humoreske

## Belege
1. ↑  Ferdinand Gerhard: Joh. Peter de Memels Lustige Gesellschaft nebst einer Übersicht ueber die Schwank-Literatur des XVII. Jahrhunderts. Halle a. S. 1893, S. 10.
2. ↑  Gerhard Kuttner: Wesen und Formen der deutschen Schwankliteratur des 16. Jahrhunderts. Berlin 1934, S. 7.
3. ↑  Wilhelm Kosch: Deutsches Literatur-Lexikon. 2. Auflage. Bern/München 1956, Band 3, S. 2654–2655.
4. ↑  Horst Rüdiger, Erwin Koppen (Hrsg.): Kleines Literarisches Lexikon. 4. Auflage. Bern/München 1966, Band 3, S. 370.